# 가는돌고기
가는돌고기(학명: Pseudopungtungia tenuicorpa)는 잉어과 감돌고기속에 속하는 담수어로 한국고유종이다. 남한강·북한강과 임진강에서만 발견되는 한반도 고유종으로 비교적 소형이다. 몸은 가늘고 길며 배가 홀쭉하여 부피가 작다. 주둥이는 삼각형으로 뾰족하며 짧고 둥글다. 매우 가늘고 짧은 입수염을 1쌍 지니고 있다. 몸의 등쪽은 암갈색이고 배쪽은 담갈색이며, 몸 옆면의 중앙에는 주둥이 끝에서 꼬리지느러미 기부에 이르는, 폭넓은 흑갈색 세로띠가 있다. 눈 위 가장자리에는 깃털 모양의 피판이 있다. 중소 규모에서 큰 규모의 군영을 이루어 무리지어 다닌다.
하천 상류의 물이 맑고 자갈·돌 바닥인 곳에 살며, 수서곤충류나 부착조류(附着藻類)를 먹는 것으로 짐작된다. 산란기는 5~6월이며, 돌고기·감돌고기와 마찬가지로 꺽지의 둥지에 알을 낳는 탁란 습성이 있다. 최대전장 14cm 정도까지 자라지만 12cm 이상 되는 개체는 드물다. 멸종위기종으로 보호를 받는 종이다.